# Анатолій Лаодикійський
Анатолій Лаодикійський, також відомий як Анатолій Александрійський  (поч. III століття — 3 липня 283) — єпископ Лаодикії на середземноморському узбережжі Римської Сирії з 268 року. Був не тільки одним із найвидатніших вчених свого часу в галузі фізичних наук, філософії Аристотеля, але й великим обчислювачем.
Анатолій вважається святим як у східному православ'ї, так і в римо-католицькій церкві. Вшановується, як і його тезка Анатолій Константинопольський, 3 липня.

## Біографія
Анатолій народився і виріс в єгипетській Александрії на початку III століття. До того, як стати одним із великих святителів Церкви, Анатолій користувався значним авторитетом в Александрії. За словами Євсевія Кесарійського, йому приписували багаті знання з арифметики, геометрії, фізики, риторики, діалектики та астрономії. Також, за словами Євсевія, Анатолій був визнаний гідним підтримувати школу арістотелівської спадкоємності в Александрії. Не довгий час його учнем був язичницькій філософ Ямвліх.
Збереглись фрагменти десяти написаних Анатолієм книг з арифметики. Існує також трактат про час святкування Пасхи. Його відомий 19-річний пасхальний цикл зберігся в семи різних повних середньовічних рукописах латинського тексту «De ratione paschali».
Євсевій розповідає про те, як Анатолій підняв повстання в частині Александрії, відомій в ті часи як Брухіум. Її утримували війська Зенобії, які під час облоги римлянами, страждали від голоду. Анатолій, який на той час жив у Брухіумі, домовився з римськими військами прийняти всіх жінок, дітей, старих та немічних, допомагаючи водночас тікати тим, хто хотів залишити обложений район. Ця діяльність зламала оборону, і повстанці здалися.
Коли він прийшов до Лаодикії, парафіяни вмовили Анатолія затриматись і стати місцевим єпископом. Чи загинув тоді його друг Євсевій, чи вони обоє разом зайняли кафедру, є предметом багатьох дискусій, яке прискіпливо вивчається в Болландистах.

## Піонер основних середньовічних обчислень
Близько 260 року Анатолій розробив перший метонічний 19-річний місячний цикл (який не слід плутати з циклом Метона, що застосованний в юліанському календарі),   тому Анатолія можна вважають засновником нового александрійського обчислення дати Великодня, яке через півстоліття було запроваджене, починаючи з активної побудови другої версії Метонівського 19-річного місячного циклу. Він або близький до нього варіант у решті решт переважав у всьому християнському світі протягом тривалого часу (до 1582 року, коли юліанський календар був замінений григоріанським).  Багатовікова загадка 19-річного пасхального циклу Анатолія (не плутати з пасхальним циклом Східної православної церкви) нещодавно була повністю розшифрована ірландськими вченими Деніелом МакКарті та Ейданом Бріном.
Було з'ясовано, що дати остаточного класичного александрійського 19-річного місячного циклу приблизно на два дні випереджають дати 19-річного місячного циклу Анатолія.  Перший почав використовуватись десь у 4 столітті, про що свідчать ефіопські копії александрійських таблиць, що охоплюють три місячні цикли з 310/11 до 367/68 роки.   Дати забезпечені додатковим стовпцем індикцій, а включені дати Великодня узгоджуються з пізнішими датами Діонісія Малого та Преподобного Беди. Сам класичний александрійський 19-річний цикл або його близький варіант був доданий до святкових листів Афанасія Великого наприкінці IV століття і використовувався Анніаном (не плутати з Аніаном Александрійським— єпископом I століття) у його 532-річних таблицях, розроблених на початку V століття. Цей цикл був повністю перерахований у наступних 532-річних ефіопських таблицях і був прийнятий єпископом Кирилом Александрійським (без жодного посилання на 532-річну таблицю).
Однак 19-річний місячний цикл Метонія, що був доданий до "Святкових листів" Афанасія, мав дату 6 квітня замість 5 квітня. Крім того, Отто Нойгебауер (1899-1990), за його словами, був введений в оману, щодо дати складання всього 7980-річного каркасу (на основі класичного александрійського 19-річного циклу), створеного александрійськими обчислювачами.  Враховуючи, що лише близько 400 року нашої ери Анніан вивів свою класичну александрійську версію 19-річного місячного циклу Метоніка, адаптувавши 19-річний місячний цикл Феофіла, перемістивши «місячний стрибок» на 1 рік вперед, замінивши його дату 6 квітня на 5 квітня, можна зробити висновок, що розглянута компіляція датується V століттям. Однак це не доводить що версія, створена в першій чверті IV століття, не може випадково бути рівною остаточному варіанту Анніана. Ця можлива рівність не може бути виправдана способом, яким намагався це довести Нойгебауер, оскільки конкретний 19-річний місячний цикл Метоніка в недатованому рукописі, що датується між 311 та 369 роком, який він використав,  міг бути отриманий пізніше, шляхом простої екстраполяції з 7980-річної рамки V століття. Більше того, Нойгебауер не тільки проігнорував різницю між класичним александрійським і «святковим індексом» 19-річного місячного циклу, але й змусив нас здогадуватися про вирішальне положення «місячного стрибку» у конкретному Метоновому 19-річному місячному циклі, про який йдеться.
Анатолій описує весняне рівнодення як період першого знака зодіаку з 22 по 25 березня. Хоча він визначає 22 березня як вхід Сонця в перший знак, він ніколи не визначає його як своє рівнодення, а як рівнодення Птолемея.  Це не виключає того, що він міг використовувати рівнодення Птолемея як теоретичну нижню граничну дату для всіх своїх дат Пасхального повного місяця. Насправді, відповідна де-факто нижня гранична дата (обов’язково 22 або 23 березня) — не 22, а 23 березня, що легко можна вивести з пасхальної таблиці Анатолія. Навпаки, він використав у своїй пасхальній таблиці не тільки рівнодення Птолемея, а й римське рівнодення 25 березня.

## Подальше читання
- Kieffer, John (1970). "Anatolius of Alexandria". Dictionary of Scientific Biography. Vol. 1. New York: Charles Scribner's Sons. pp. 148–149. ISBN 0-684-10114-9.